# Spilopimpla bifasciata
Spilopimpla bifasciata är en stekelart som först beskrevs av Brulle 1846.  Spilopimpla bifasciata ingår i släktet Spilopimpla och familjen brokparasitsteklar. Inga underarter finns listade i Catalogue of Life.